# Saussurea tridactyla
Saussurea tridactyla là một loài thực vật có hoa trong họ Cúc. Loài này được Sch.Bip. ex Hook.f. miêu tả khoa học đầu tiên năm 1882.